# Pfarrkirche St. Michael bei Wolfsberg

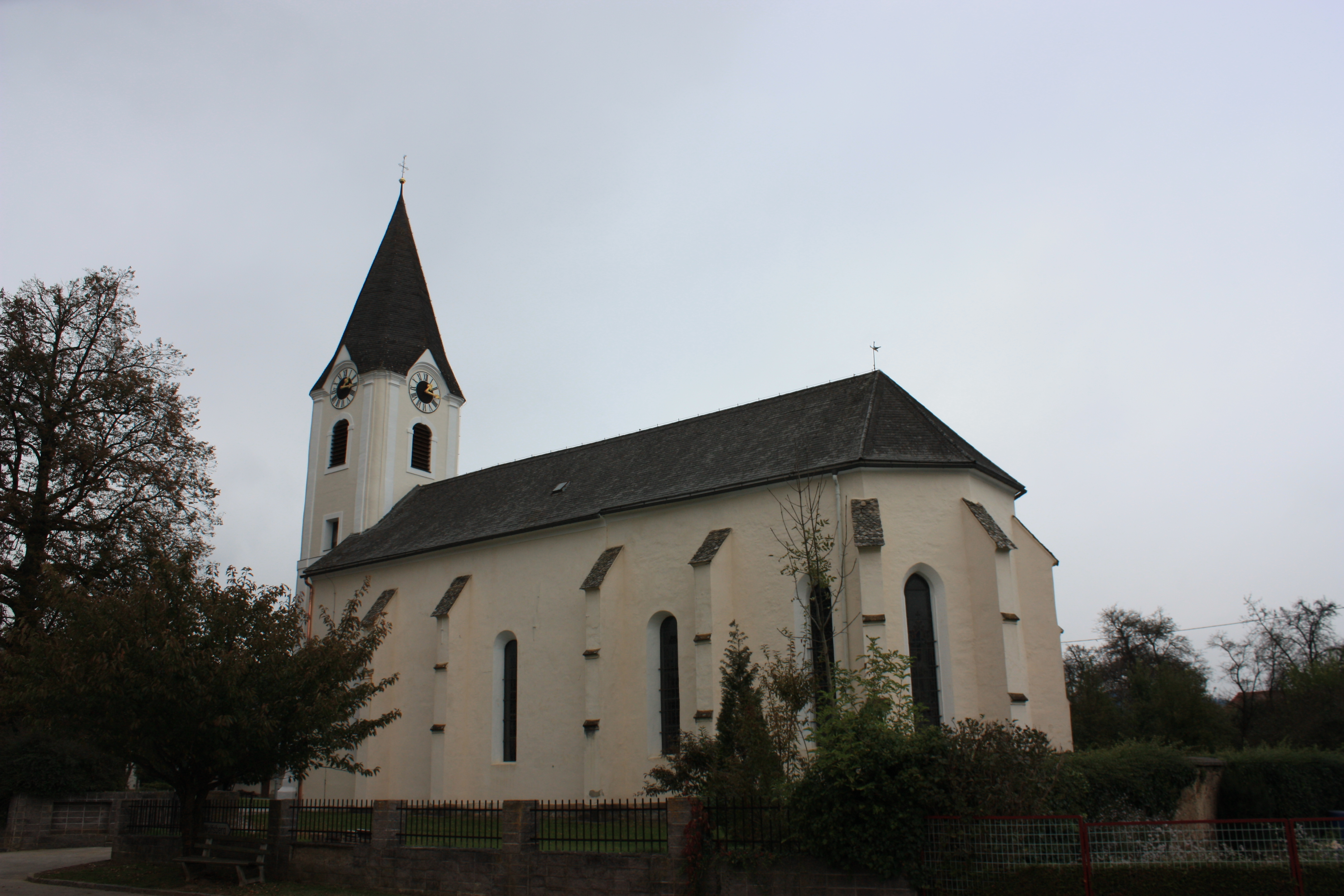
Südostansicht

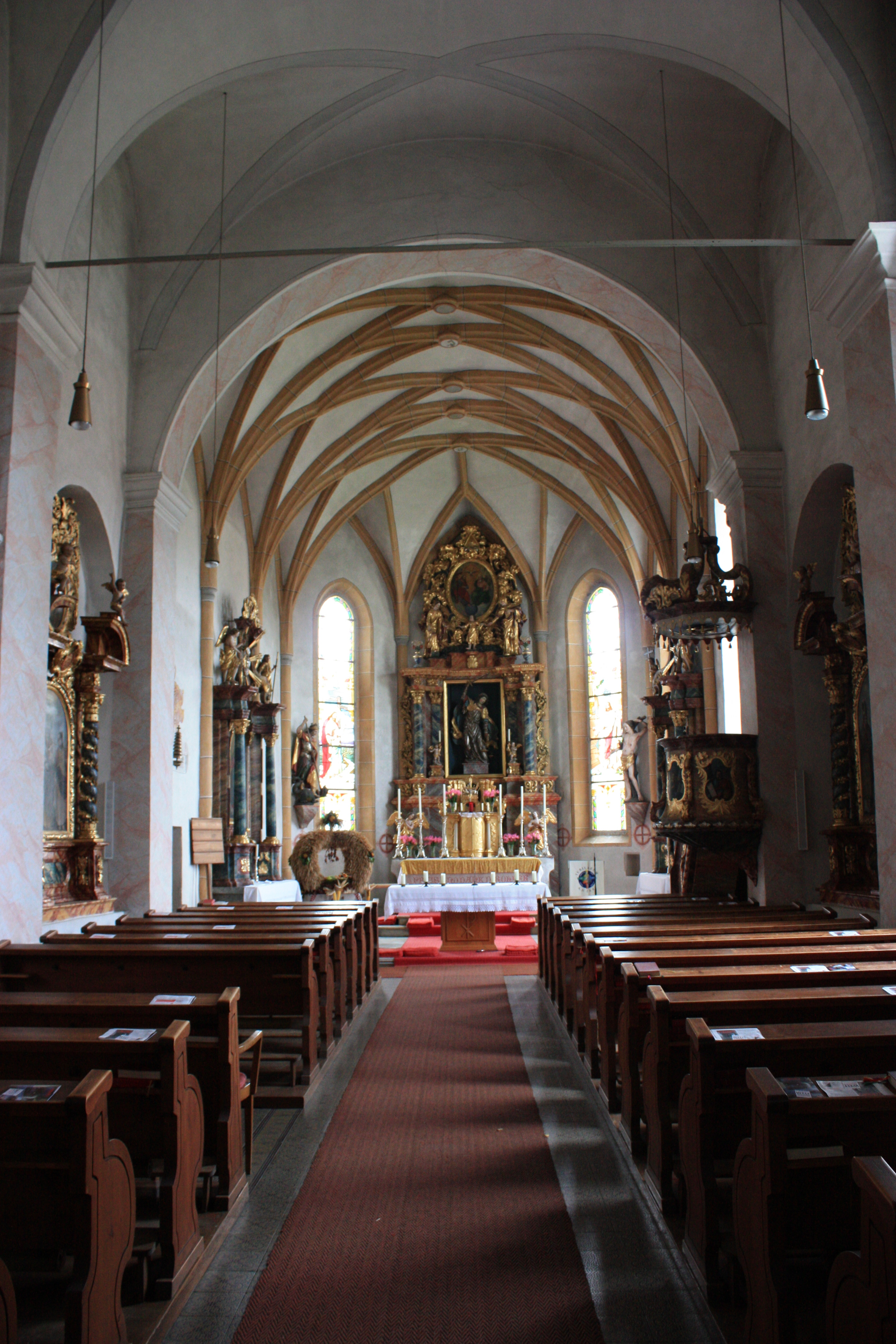
Innenansicht

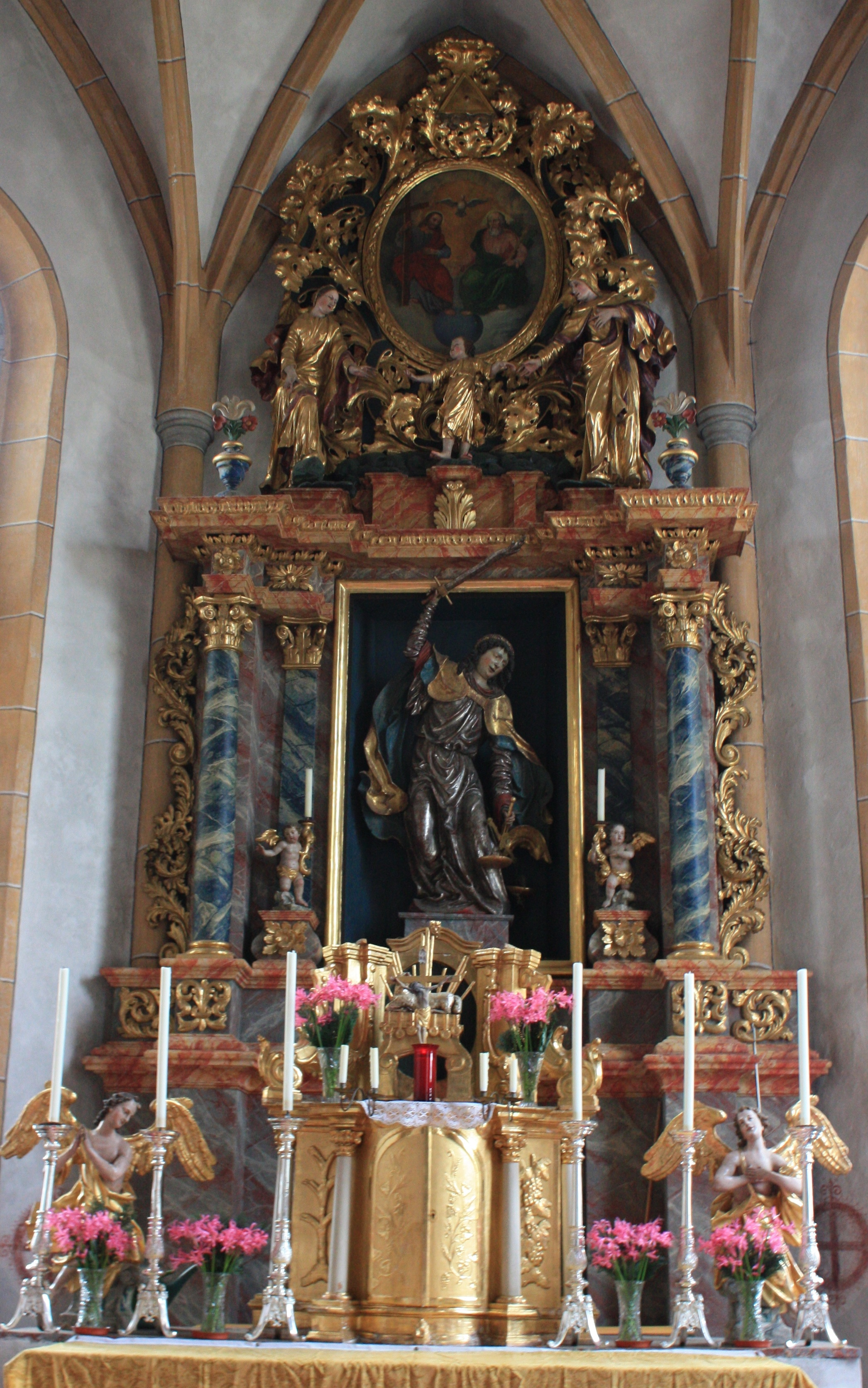
Hochaltar

Die Pfarrkirche St. Michael in der gleichnamigen Ortschaft der Stadtgemeinde Wolfsberg fand wohl 1224 ihre erste urkundliche Erwähnung. Zur Pfarre St. Michael gehören auch die Filialkirchen von Lading, Aichberg, und die Klosterkapelle des Karmels Himmelau.

## Baubeschreibung
Die Kirche ist ein großer gotischer Bau mit im Kern romanischen Langhausmauern, der im späten 18. Jahrhundert verändert wurde. Der Chor ist vom Langhaus kaum abgesetzt, an der Nordseite ist eine Kapelle angebaut. Dreistufige Strebepfeiler stützen die Langhaussüdwand und den Chor. Der vorgestellte Westturm mit gotischem Kern besitzt eine spätbarocke Pilastergliederung, rechteckige Fenster sowie rundbogige Schallöffnungen und wird von einem Spitzhelm aus dem 19. Jahrhundert bekrönt. Über dem Turmwestportal mit eisenbeschlagener Tür und Schmiedeeisengitter aus dem 18. Jahrhundert befindet sich ein Gesims mit Dreiecksgiebel. Das Turmerdgeschoß ist kreuzgratgewölbt.
Das Langhaus wurde im späten 18. Jahrhundert mit einem Tonnengewölbe versehen, das durch starke Pilaster und Stichkappen in vier Joche gegliedert wird. Die gemauerte Westempore über gedrücktem Bogen ist durch eine nördliche Außenstiege erreichbar. Ein rundbogiger Triumphbogen mit profilierten Kämpfern verbindet das Langhaus und den spätgotischen dreijochigen Chor mit Dreiachtelschluss. Das Netzrippengewölbe auf Runddiensten weist Schlusssteine mit Steinmetzzeichen auf. Über dem Portal zur nördlichen Sakristei ist das Wappen des bambergischen Domherrn und Vizedoms Johann Caspar von Lammershaim angebracht. Die barocke Seitenkapelle an der Nordseite ist kreuzgratgewölbt und im Scheitel mit stuckiertem Lorbeerkranz aus dem späten 18. Jahrhundert verziert. Der Chor besitzt spitzbogige, das Langhaus schmale hohe Rundbogenfenster, das Fensterglas wurde 1902 erneuert. An der Langhausnordwand haben sich Reste gotischer Wandmalerei erhalten. Dargestellt sind weibliche Heilige, der Ölberg und der Judaskuss aus der Mitte des 14. Jahrhunderts, darüber Reste eines Passionszyklus sowie die Köpfe von Maria und von zwei weiblichen Heiligen aus dem zweiten Viertel des 15. Jahrhunderts.

## Einrichtung
Der barocke Hochaltar vom Ende des 17. Jahrhunderts trägt eine spätgotische Schnitzfigur des Erzengels Michael aus den 1520er Jahren. Den Altaraufsatz bilden eine barocke Anna-selbdritt-Gruppe und ein Leinwandbild der heiligen Dreifaltigkeit. Hinter dem Hochaltar findet sich eine römerzeitliche Grabinschrift für Julius Annamus, Julia Secunda und Julia Ianuaria. Die Konsolstatuen im Chor stammen aus dem 19. Jahrhundert.
Die beiden Seitenaltäre sind aus verschiedenen barocken Teilen zusammengesetzt und zeigen auf den Altarblättern von 1886 Maria bzw. das Herz Jesu. Zwei weitere, um 1700 gefertigte Seitenaltarretabel mit reichem Akanthusschnitzwerk stellen Anna Selbdritt zwischen weiblichen Heiligen bzw. den heiligen Florian zwischen heiligen Bischöfen dar. Der Altar mit dem heiligen Georg in der Seitenkapelle stammt aus der Mitte des 18. Jahrhunderts. Auf der Kanzel aus dem dritten Viertel des 18. Jahrhunderts sind die vier Evangelisten gemalt. Das lebensgroße Kruzifix entstand um 1730.